# Conclaaf van 1342
Het conclaaf van 1342 vond plaats van 5 tot 7 mei 1342 in het Palais des Papes te Avignon, en volgde op de dood van paus Benedictus XII op 25 april 1342. Het conclaaf leidde tot de verkiezing van Pierre Roger de Beaufort als paus Clemens VI.

## Deelnemende kardinalen
Van de negentien kardinalen die op dat moment deel uitmaakten van het College van Kardinalen, namen er zeventien deel aan het conclaaf. Twee Franse kardinalen, Gauscelin de Jean en Bertrand de Montfavez, beiden benoemd door paus Johannes XXII, waren afwezig. De meerderheid van de deelnemende kardinalen was Frans (namelijk 13 van de 17), wat de Franse invloed binnen het College onderstreepte. Van de overige kardinalen waren er drie Italiaans en één Spaans. Tien van de aanwezige kardinalen waren benoemd door paus Johannes XXII, zes door Benedictus XII en één door Clemens V.

## Aanleiding en verloop
Kort na het overlijden van Benedictus XII stuurde koning Filips VI van Frankrijk zijn oudste zoon naar Avignon om de kandidatuur van kardinaal Pierre Roger te ondersteunen. Bij aankomst bleek de verkiezing echter al voltooid, met het gewenste resultaat voor de Franse kroon. 
Het conclaaf duurde slechts twee dagen. Op 7 mei 1342 werd de Fransman Pierre Roger unaniem gekozen tot paus, een keuze die volgens de kardinalen des Farges en Ceccano "door goddelijke inspiratie" was ingegeven. De kroning vond plaats op 19 mei in de kerk van de Dominicanen in Avignon en werd uitgevoerd door Raymond Guillaume des Farges, de protodiaken van het Heilig College.

## Nasleep
De verkiezing van Clemens VI markeerde een voortzetting van de Franse dominantie tijdens het Pausdom van Avignon. Zijn tien jaar durende pontificaat stond bekend om zijn weelderige hofhouding en het versterken van de pauselijke autoriteit, wat leidde tot zowel bewondering als kritiek binnen de Katholieke Kerk en daarbuiten.